# المكلا
مدينة المكلا عاصمة إقليم حضرموت وعاصمة محافظة حضرموت ومركز مديريات ساحل حضرموت والهضبة وثالث أهم مدينة يمنية بعد صنعاء وعدن. تطل المدينة على البحر العربي ويقسمها خور المكلا إلى نصفين. يبلغ عدد سكانها أكثر من نصف مليون نسمة حسب إحصائيات العام 2005. سكانها من الحضر وتعدّ مجتمعًا حضريًا نسبيًا، بالنسبة لبقية مدن اليمن التي يغلب على طابها المجتمع القبلي.[بحاجة لمصدر]
تتميز المكلا بطابع سياحي خاص مما جعلها محطة استثمارية كبيرة تجتذب المستثمرين والسياح، كما أن رقي اهلها وتحضرهم كان أهم العوامل التي مكنتها من البروز سياحيا وثقافيا بالإضافة إلى استقرار الأمن فيها.
تعدّ المكلا مدينة وليده رغم انتعاش اسواقها وارتفاع عدد المستثمرين فيها، إلا ان نسبة ارتفاع السكان فيها تتوافق نسبيا مع الزحف العمراني الذي يمدد رقعة مساحتها سنويا.

## التسمية
كلمة المكلا في اللغة العربية تعني المرسى أو الميناء، أُطلق عليها الكثير من الأسماء مثل الخيصة وبندر عمر إلا إن الاسم الأخير كان أكثرها شيوعا. والمكلأ -بالهمز- يعني الموقع الذي تُكلأ فيه السفن من العواصف البحرية، والرياح الشديدة، وهو ما ينطبق على بحر ساحل المكلا الذي يبتعد عن هيجان البحر العاصف، فهو خالٍ من الزوابع والعواصف.
قال مؤلف "إدام القوت": المكلَّا اسم دالٌّ على مسماه؛ فهو يكلأ السفن من الريح. وكان المكلا خيصة صغيرة لبني حسن والعكابر، وملجأً تعوذ به سفائن أهل الشحر والواردين إليه من الآفاق عندما يهيج البحر في أيام الخريف؛ لتأمن به من عواصف الرياح؛ لأنه مصون بالجبال، بخلاف ساحل الشِّحْر، فإنه مكشوف. وقد اتخذ الصيادون به أكواخًا ففرضت عليهم العكابر ضريبة خفيفة إزاء استيطانهم بها؛ لأنها حدود أرضهم، ثم ازدادت الأكواخ، واستوطنها كثير من العكابرة أنفسهم ونَاسٌ من أهل رُوْكب، ويقال إنه في أواخر القرن الحادي عشر أو أوائل الثاني عشر، وردَ المكلا أحد آل ذي ناخب اليافعيّين، وهو جد آل كساد، وبمجرد ما استقرّت به قدمه في المكلا، اتجهت همّته للتجارة والمضاربة مع أهل السفن، ثم اتفق هو وإياهم على شيء يدفعونه إليه برسم الحراسة، يعطي العكابرة وبني حسن بعضه، ويستأثر بالباقي إلى أن استقوى أمره، وضعف أمر أولئك، وانشق رأيهم، فما زال يتدرج حتى صار أميرًا للمكلا. 

## معلومات جغرافية
تقع المكلا في الجزء الجنوبي لحضرموت على خط طول 49.10 درجة وخط عرض 14.33 درجة.
يعدّ الطقس فيها حار صيفا ومعتدل شتاءً وتهطل الأمطار فيها شبه موسمية. تحيط بها مجموعة من الجبال متوسطة الارتفاع بشكل دائري كما يمر من خلالها عدة أودية تصب في سواحلها.
تبعد عن العاصمة صنعاء حوالي 620 كيلو متر حيث يُقطع حوالي 73% من هذه المسافة داخل حضرموت نفسها لكبر حجمها.
| البيانات المناخية لـالمكلا عاصمة إقليم حضرموت                           | البيانات المناخية لـالمكلا عاصمة إقليم حضرموت | البيانات المناخية لـالمكلا عاصمة إقليم حضرموت | البيانات المناخية لـالمكلا عاصمة إقليم حضرموت | البيانات المناخية لـالمكلا عاصمة إقليم حضرموت | البيانات المناخية لـالمكلا عاصمة إقليم حضرموت | البيانات المناخية لـالمكلا عاصمة إقليم حضرموت | البيانات المناخية لـالمكلا عاصمة إقليم حضرموت | البيانات المناخية لـالمكلا عاصمة إقليم حضرموت | البيانات المناخية لـالمكلا عاصمة إقليم حضرموت | البيانات المناخية لـالمكلا عاصمة إقليم حضرموت | البيانات المناخية لـالمكلا عاصمة إقليم حضرموت | البيانات المناخية لـالمكلا عاصمة إقليم حضرموت | البيانات المناخية لـالمكلا عاصمة إقليم حضرموت |
| الشهر                                                                   | يناير                                         | فبراير                                        | مارس                                          | أبريل                                         | مايو                                          | يونيو                                         | يوليو                                         | أغسطس                                         | سبتمبر                                        | أكتوبر                                        | نوفمبر                                        | ديسمبر                                        | المعدل السنوي                                 |
| ----------------------------------------------------------------------- | --------------------------------------------- | --------------------------------------------- | --------------------------------------------- | --------------------------------------------- | --------------------------------------------- | --------------------------------------------- | --------------------------------------------- | --------------------------------------------- | --------------------------------------------- | --------------------------------------------- | --------------------------------------------- | --------------------------------------------- | --------------------------------------------- |
| متوسط درجة الحرارة الكبرى °م (°ف)                                       | 24.0 (75.2)                                   | 26.0 (78.8)                                   | 28.0 (82.4)                                   | 26.0 (78.8)                                   | 30.0 (86.0)                                   | 32.0 (89.6)                                   | 31.0 (87.8)                                   | 30.0 (86.0)                                   | 32.0 (89.6)                                   | 28.0 (82.4)                                   | 28.0 (82.4)                                   | 29.0 (84.2)                                   | 28.7 (83.6)                                   |
| متوسط درجة الحرارة الصغرى °م (°ف)                                       | 1.0 (33.8)                                    | 2.0 (35.6)                                    | 3.0 (37.4)                                    | 9.0 (48.2)                                    | 8.0 (46.4)                                    | 13.0 (55.4)                                   | 14.0 (57.2)                                   | 13.0 (55.4)                                   | 13.0 (55.4)                                   | 8.0 (46.4)                                    | 4.0 (39.2)                                    | 6.0 (42.8)                                    | 7.8 (46.1)                                    |
| المصدر: أرشيف الأحوال الجوية في مطار (الريان )المكلا عاصمة إقليم حضرموت |                                               |                                               |                                               |                                               |                                               |                                               |                                               |                                               |                                               |                                               |                                               |                                               |                                               |

## التاريخ

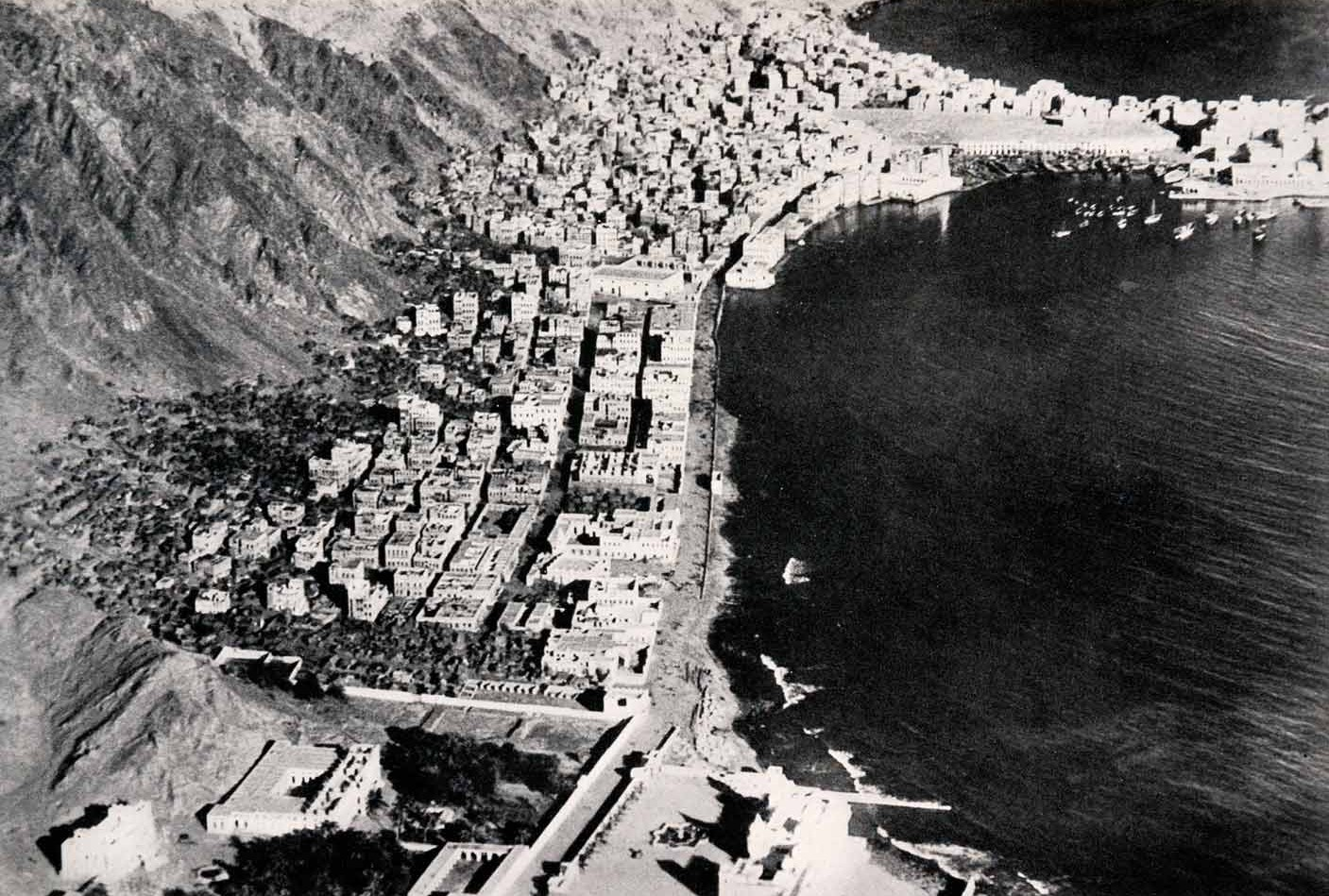
منظر للمكلا في عام 1932

ظهرت المدينة فعليًا في مطلع القرن الحادي عشر الميلادي، حين بدأ الناس في تلك الفترة باستخدامها كميناء صغير لتنزيل البضائع سنة 1035 م
بناها الملك المظفر الرسولي سنة 1271 م واستخدمها كميناء لصالح الدولة الرسولية وجعلها مدينة حصينة إذ قام ببناء الحصون حولها والأسوار الضخمة لحمايتها، كانت تسمى قديماً بـ «الخيصة» في المصادر التاريخية الذي اشار إليها المؤرخ صالح الحامد، ولم تعرف المكلا باسمها الحالي إلا عندما انشى الكساديين فيها إمارة لهم في سنة 1703 م. ورست في في ميناء المكلا أول باخرة عملاقة في العام 1877 م.
ثم ازدادت المكلا شهرة ومكانة عندما اتخذتها السلطنة القعيطية عاصمة لها في سنة 1915 م واقام بها السلطان واتخذها مقراً للحكم.
تمتاز المكلا بطابع عمراني مميز بروعة مآذنها ومبانيها البيضاء التي تصل إلى ارتفاع أربعة ادوار تشارف البحر من قمتها، إلا ان ذلك البنيان التاريخي بدا بالاختفاء تدريجيا وذلك لإصرار المدينة على الحداثة حيث تهدم اليوم الكثير من المعالم التاريخية وتقام مكانها ابراج وبنايات حديثة بحجة النهضة العمرانية.

## السكان
أكثر من نصف مليون نسمة حسب إحصائيات عام 2005 م، ويعتنق كل سكانها الإسلام. والمكلا تتميز بطابع فريد في وجباتها وماكولاتها المختلفة والمتنوعة فإن سكانها يجعلون من الكبسة وجبة رئيسية كبقية مناطق وقرى حضرموت، إلا أن هناك وجبات رئيسية أخرى تتكون من الرز أيضًا مثل الصيادية والبرياني، وهناك اكلات أخرى مثل الباخمري والشوربة الحضرمية،
صانونة الخضار والمندي والمضبي وفي الحلويات فهي تتميز بـ البورتي والمجلجل والحلوى السوداء وغيرها.
ومن المشروبات التي تنفرد بها كوكتيل الحليب وهو عبارة خليط من عصير المانجا والحليب يضاف إليه الايسكريم ويقدم مثلجا.

## المناطق والشوارع

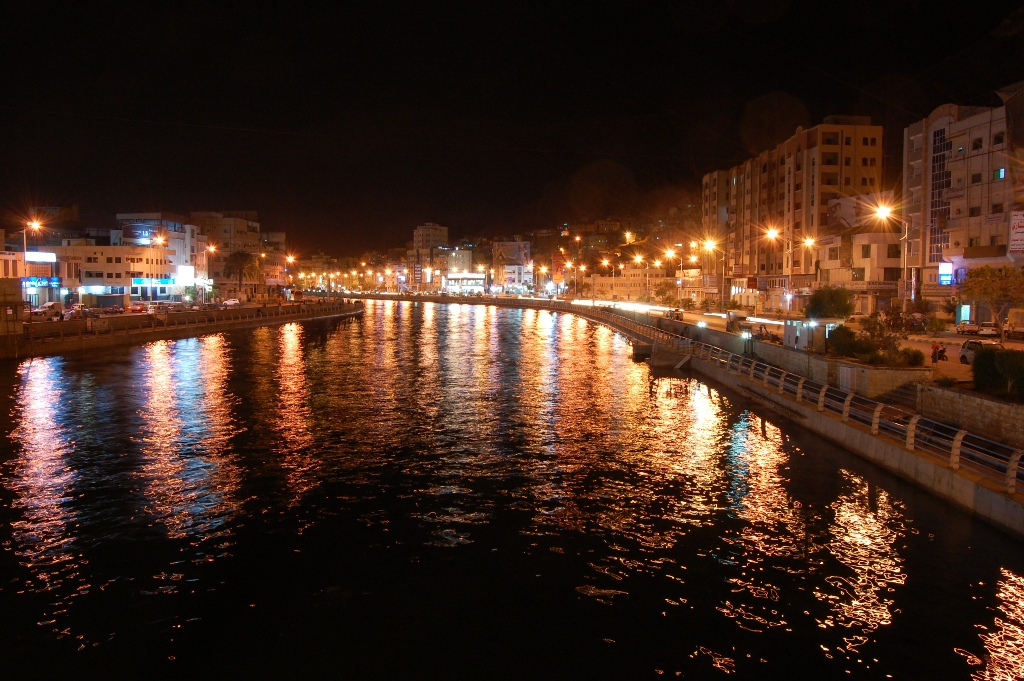
المكلا ليلاً

تنقسم المكلا إلى مديريتين اثنتين، المديرية الأولى تسمى مديرية مدينة المكلا والثانية تسمى مديرية أرياف المكلا حيث تعدّ الأولى مركزا للمدينة والثانية منطقة ريفية.

### مدينة المكلا
- المكلا القديمة :

هي منطقة تاريخية بها ثلاثة احياء قديمة هي: حي الشهيد (البلاد) وحي الصيادين (الحارة) بالإضافة إلى حي السلام.
توجد بها مقبرة يعقوب أول مقبرة في مدينة المكلا، كما يوجد بها جامع السلطان عمر القعيطي الذي أنشئ في سنة 1929 م
- منطقة السلام :

هي منطقة تجارية واقتصادية تكثر بها الأسواق والمراكز التجارية وتعد مقراً لأكبر الشركات والمنظمات.
يمر من خلالها شارع السلام الذي يوصلها بمنطقة خلف مروراً بالمكلا القديمة كما يفصلها شارع عمر القعيطي وهو شارع صغير يمر من خلفها ويشكل فاصلا بينها وبين المكلا القديمة.
يوجد بها كورنيش السلام المعروف، وحي السلام الذي يعد من الأحياء التي ترتفع فيها أسعار المساكن.
- منطقة خلف:

خلف هي المنطقة التي تأتي خلف المكلا القديمة وهذا هو سبب تسميتها وهي منطقة كبيرة جدا وتحتوي على عدة جادات منها السياحية والترفيهية وأخرى صناعية وسكنية. يصل إليها شارع السلام الذي ينتهي عند جولة يمن الوحدة حيث يكمل السير إليها شارع اللواء محمد إسماعيل الذي يقطع المنطقة كاملا ويتصل مع شارع المطار
تحتوي على على ميناء المكلا وبها أيضا منطقة صناعية صغيرة تحتوي على شركات النفط ومصنع الغويزي لتعليب الأسماك، كما أن بها بعض المنتزهات مثل كورنيش المحضار وشاليهات العطاس وملاهي بن هلابي وحديقة 26 سبتمبر بالإضافة إلى فنادق راقية مثل فندق المكلا رامادا وفندق بحر العرب وفندق حضرموت العالمية.
- منطقة الريان:

هي أحد أكبر المناطق الصناعية في المكلا ويوجد بها مطار الريان الدولي، كما أنه يوجد بها عدة مصانع مثل مصانع تعليب الأسماك ومصانع الصلب والاسمنت. يمر من خلالها شارع المطار الذي ينتهي في نهاية حدود المكلا ويكمل طريقة إلى مديريات أخرى مثل غيل باوزير والشحر ويتفرع منه خط المكلا - صنعاء.
- منطقة بويش :

واحد من المناطق السكنية إلا أنها تعدّ منطقة تجارية لتواجد عدة شركات كبرى فيها ومراكز تجارية وبها المقر الرئيسي لشركة النفط اليمنية، تتكون من الأحياء التالية: روكب، جول مسحة، العيص، فلك.
- منطقة الديس

هي المنطقة الي يوجد على أطرافها المعلم التاريخي حصن الغويزي أحد معالم المكلا التاريخية، كما يمر منها شارع الغويزي الذي يتصل بشارع المطار وشارع البستان.
من أهم أحياء الديس : حي الغويزي، شعب البادية، حي البقرين، حي 14 أكتوبر، حي الشهداء، حي الشيشان، حارة باسويد
- جول الشفاء :

وهي قريبة جداً من منطقة الديس، توجد بها العديد من الدوائر الحكومية ومكاتب الوزارات، أكبر أحياءها هو شعب الغليلة بالإضافة إلى حي المنورة
كما توجد بها عدة شوارع منها شارع الملاعب الذي يوجد به ملعب الفقيد بارادم وشارع أكتوبر الذي يلتقى مع شارع البستان في جولة الكتاب.
- منطقة الشرج :

و تسمى أيضا بوسط البلد وذلك لموقعها الاستراتيجي الذي يتوسط المكلا، تعدّ منطقة حيوية لوجود عدّة أسواق ومراكز تجارية بها، تتكون من عدة أحياء رئيسية هي حي العمال وحي المنقد وبعض الأحياء الشعبية مثل حي باعبود وحي الكود.
شوارعها عباره عن أسواق متنوعة ولها 4 شوارع رئيسية تسمى بالشارع الأول والثاني وذلك لاحتضانها لأسواق متنوعة السلع والبضائع.
تطل منطقة الشرج على خور المكلا عن طريق شارع البنوك الذي يمتد إلى جولة ابن عزون الواقعة بنفس المنطقة.
- منطقة الغار الأحمر :

تطل هي الأخرى على الخور من جهة الغرب وهي قريبه من الشرج حيث يربطهم شارع الغار الأحمر. تعدّ منطقة صغيرة نسبيا إلا أن بها العديد من المنتزهات والحدائق التي تطل على خور المكلا، كما يوجد بها عده فنادق ومطاعم سياحية.
- منطقة بلقيس :

تطل بلقس على خور المكلا من جهة الشرق وهي قريبه من منطقة السلام، يوجد بها شارع باجعمان الذي يمتد ليلتقي مع شارع الغار الأحمر عن طريق الجسر الصيني الذي يذهب إلى منطقة فوه عن طريق شارع القصر.
تعدّ منطقة بلقيس منطقة تجارية أكثر من سكنية لوجوده بنايات حديث ومحلات ومراكز تجارية كثيرة على شارعها.
- منطقة فوه:

هي أكبر مناطق مدينة المكلا ويمر بها شارع القصر الجمهوري بشكل طولي ورغم مساحتها الشاسعة إلا أن شارع القصر يعدّ الشارع الرئيسي الوحيد بها إلا أن لها عده شوارع فرعية تربطها بمنطقة الستين المجاورة لها مثل شارع الشهيد احمد ياسين وشارع 22 مايو.
توجد بها العديد من الأحياء السكنية الحديثة مثل حي 40 شقة وحي بلفقيه وحي الإنشاءات وحي المستقبل بالإضافة إلى وحي 196 شقة وفوة القديمة، حي ابن سيناء، حي الإمام الشافعي، الطويلة، جول الرماية، حلة، الخمر.
- منطقة الستين:

سميت بهذا الاسم لمرور شارع الستين بها وهي مجاورة بشكل كبير لمنطقة فوه، توجد بها ساحة 22 مايو للعروض، وتتكون من بعض الأحياء الحديثة مثل حي باجرش السكني والهاف مون وتوجد بها العديد من الحدائق والمنتزهات بالإضافة إلى كورنيش الستين.
لتقي شارع الستين من جهة الشرق في جولة شبام مع شارع العمودي الذي يلتقي هو الآخر مع شارع السلام عن طريق جسر المكلا، ويلتقي من جهة الغرب مع شارع القصر الجمهوري عن طريق جولة 22 مايو
- منطقة 40 شقة

وسميت بهذا الاسم بسبب بناء أربعين وحدة سكنية فيها بداية الثماننيات وهي مجاورة لمنطقة الهندسية ومنطقة باعبود ويوجد بها شركة بن مالك الاستثمارية.

### أرياف المكلا
هي منطقة تتكون من الهضاب والوديان ويسكنها البدو الرحل والفلاحين، وتوجد في أرياف المكلا خمسة وديان رئيسية:
- وادي حمم
- وادي عَوّج
- وادي الهوته
- وادي المسنى
- وادي شهوره
- وادي المذينب

أمّا القرى الرئيسية في أرياف المكلا فهي:
قرية المسنى: هي قرية قبيلة العكابرة وتعدّ مركزًا تجاريًا لأرياف المكلا وتبعد عن مدينة المكلا حوالي 80 كيلومتر، قرية المذينب: تقع أعلى الوادي الذي سمي باسمها ويسكنها معظم أفراد بني حسن الذين يعملون في الزراعة، قرية الهوته: تقع في الجزء الأعلى من الوادي الغربي الذي سمي باسمها، يسكنها آل الحامدي وهم أيضا يعملون في الزراعة ورعاية المواشي، قرية الغياضة: تتوسط وادي حمم ويسكنها آل باهبري.

## المراكز الأكاديمية
- جامعة حضرموت
- جامعة حضرموت للعلوم والتكنولوجيا (بجميع فروعها وتخصصاتها)
- جامعة الأحقاف
- جامعة الريان
- فرع جامعة العلوم والتكنولوجيا
- جامعة اللبنانية
- معهد حضرموت HIIT
- يوجد كثير من المعاهد بكل التخصصات

## النشاطات

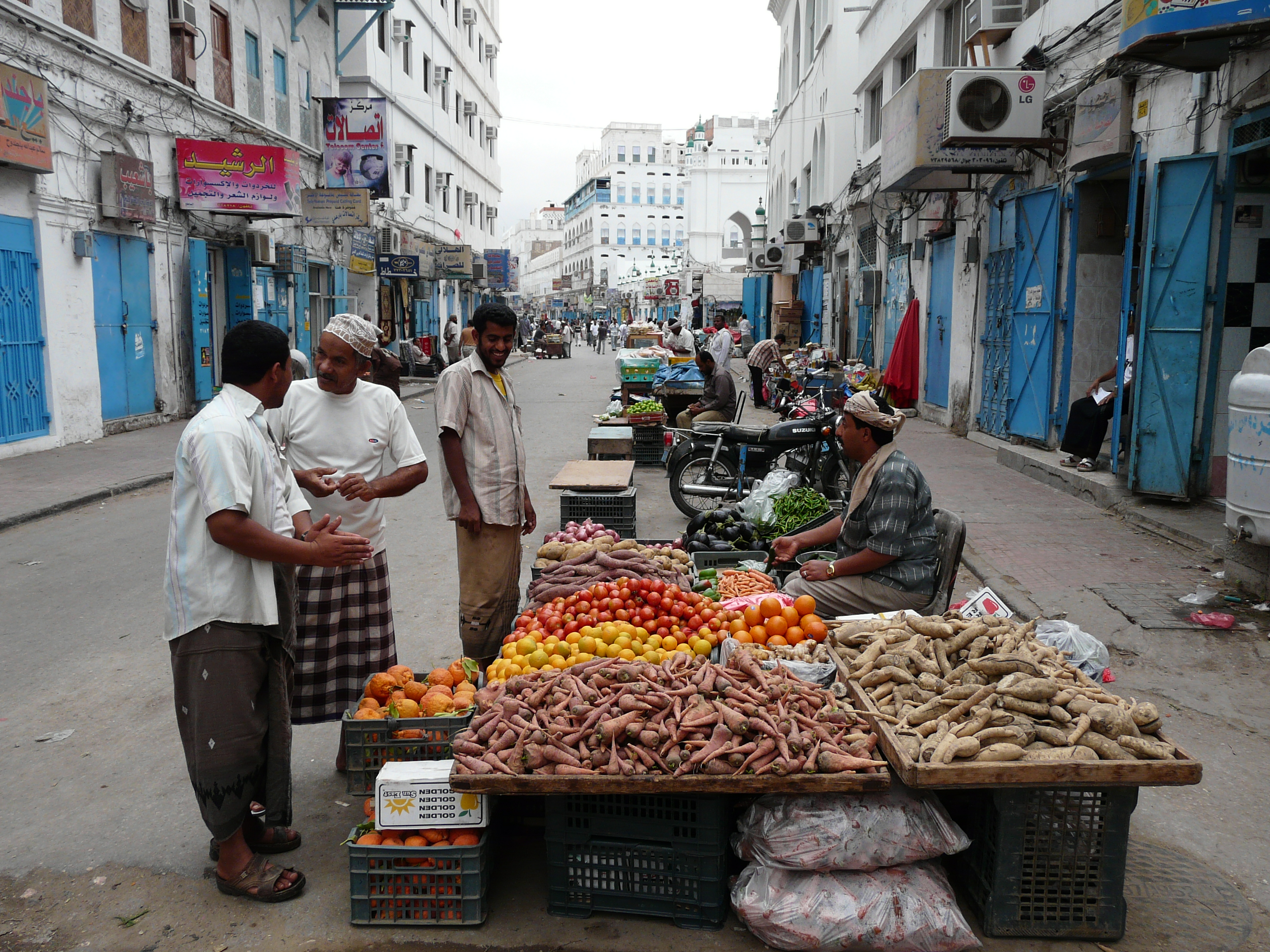
التجارة في شوارع المكلا

تقام في المكلا سنويا عدة مهرجانات ثقافية وغنائية بالإضافة إلى مجموعة من المعارض الدولية التي تقام بها في فترات متفاوته:

### المهرجانات
- مهرجان البلدة السياحي
- مهرجان بعد المكلا شاق
- مهرجان حضرموت البادية
- مهرجان ليالي العيد
- مهرجان ليالي حضرموت الغنائي

### المعارض
- معرض الكتاب الدولي
- معرض العلوم والاختراعات بجامعة حضرموت للعلوم والتكنولوجيا.
- معرض حضرموت للاستثمار

## السياحة

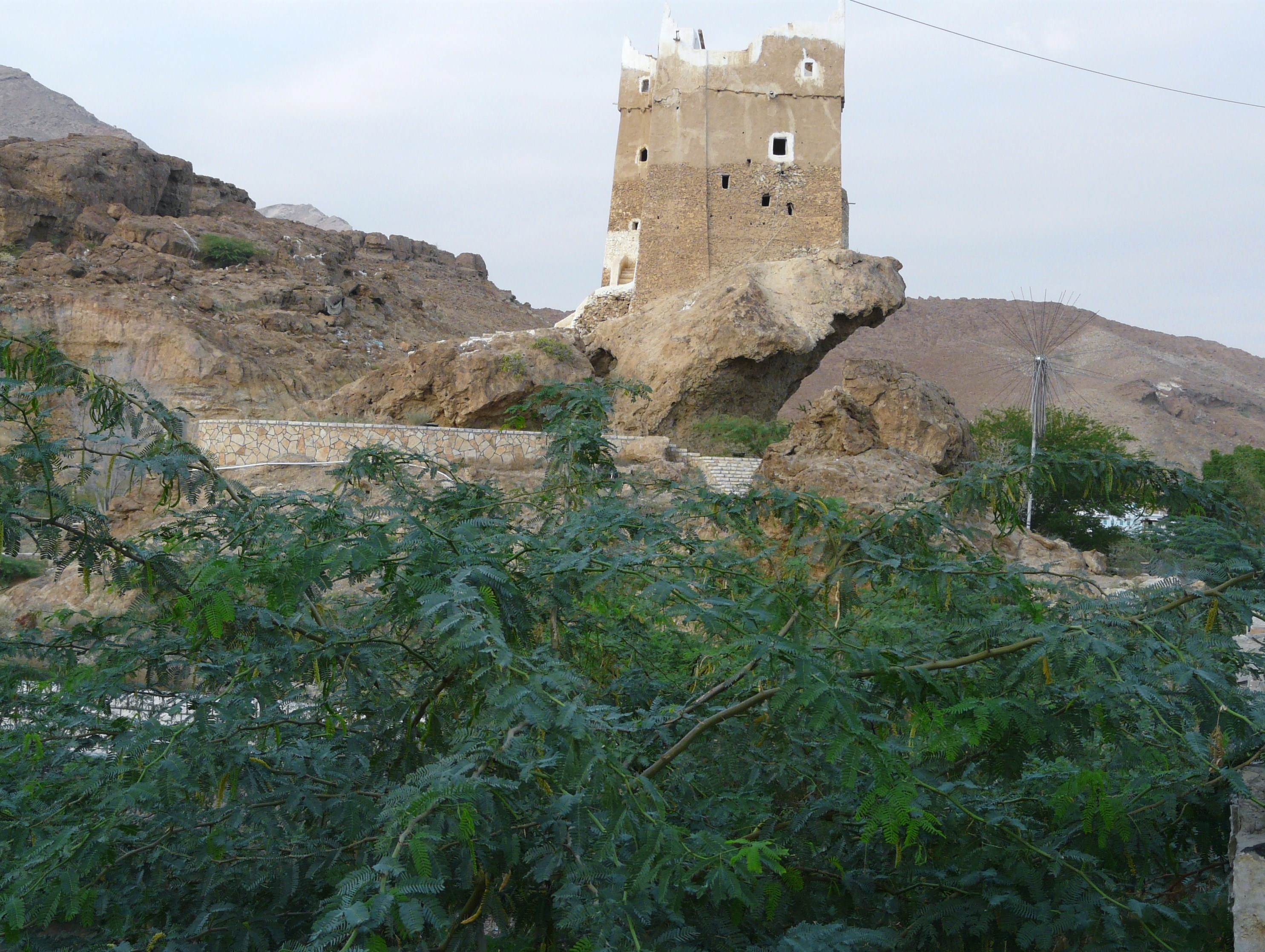
حصن الغويزي أحد المعالم التاريخية في المكلا

تمتاز مدينة المكلا بطابع سياحي خاص جداً جعل منها وجهة سياحية لكثير من السياح.
تعدّ شواطئها واحدة من أجمل شواطئ الجزيرة العربية وتمتع بسحر خاص يجعل كل من زارها يفكر بزيارتها من جديد.
يوجد في المكلا عدة فنادق عالمية فاخرة بالإضافة إلى عدة منتزهات وحدائق تجعل رحلات الاستجمام متميزة.
وفيما يلي قائمة بأهم الفنادق والمنتزهات الفاخرة :
| الفنادق الفاخرة : - فندق رامادا المكلا (هوليدي إن سابقاً) - فندق حضرموت العالمية - فندق بحر العرب - فندق البستان - فندق موج - فندق ريبون ستي - فندق مكة - فندق شواطئ الراحة - فندق الحمراء كراون - الشرج | المطاعم والمنتزهات: - منتزهات وشاليهات الريان - شاليهات العطاس - منتزة كرونيش المحظار - مسابح ومنتزهات الريان - سلسلة مطاعم السلامة - منتزهات ثلة - منتزة كورنيش السلام - مطعم سماكي - منتزهات خور المكلا - ملاهي بن هلابي - حديقة 26 سبتمبر - منتزة كورنيش الستين | الأسواق والمراكز التجارية: - مارينا مول - المكلا مول - هايبر المستهلك - الاوس ميقا ماركت - مركز دبي التجاري - مركز جدة التجاري - ستي سنتر - مركز باوزير التجاري - مركز هوم تك لخدمات الكمبيوتر - مؤسسة عالم الكمبيوتر لخدمات الحاسوب - مركز ملك الكمبيوتر بالمكلا - مركز عالم السيدي للبرمجيات - عالم الكتاب للطباعة والنشر والتوزيع - مكتبة ابن تيمية للخدمات الطلابي - مزارات للسفريات والسياحة وخدمات الحج والعمرة |

### منطقة المكلا القديمة
هي منطقة تقع في مدينة المكلا، تتسم بطابع معماري قديم الطراز نسبيًا. ومن معالمها التاريخية مقبرة يعقوب وجامع السلطان عمر القعيطي الذي أنشىء في سنة 1929م. تتكون من عدة احياء مثل الشهيد وحي الصيادين بالإضافة إلى حي البلاد وحي الحارة وحي مشهور.

## المواصلات
تمتلك المكلا شبكة مواصلات توصلها بجميع مدن حضرموت وجميع دول العالم فمن خلال شبكة الطرقات التي تنطلق منها إلى بقية المحافظات والمدن والتي تصل بها إلى منافذ دولية مع كلا من سلطنة عمان والمملكة العربية السعودية.
أما عن الرحلات الجوية فإن مطار الريان الدولي كانت تنطلق منه الكثير من الرحلات الدولية إلى مختلف أنحاء العالم، قبل أن يتم تهميشة بعد حرب 1994م لصالح مطار صنعاء حيث يُجبر المسافرون من المكلا وحضرموت اليوم على المرور بصنعاء إذا كانوا يرغبون في مغادرة البلاد، كما تم منع الكثير من شركات الطيران الأجنبية من تسيير رحلاتها عبر مطار الريان رغم أن أهل المنطقة هم من أكثر الفئات ارتباطاً مع الدول المجاورة لميل الحضارم للهجرة منذ الأزل.
كما أن هناك رحلات بحرية تنطلق من ميناء المكلا متجهة إلى الهند ودول شرق آسيا والخليج العربي بالإضافة إلى البحر الأحمر.

## صور

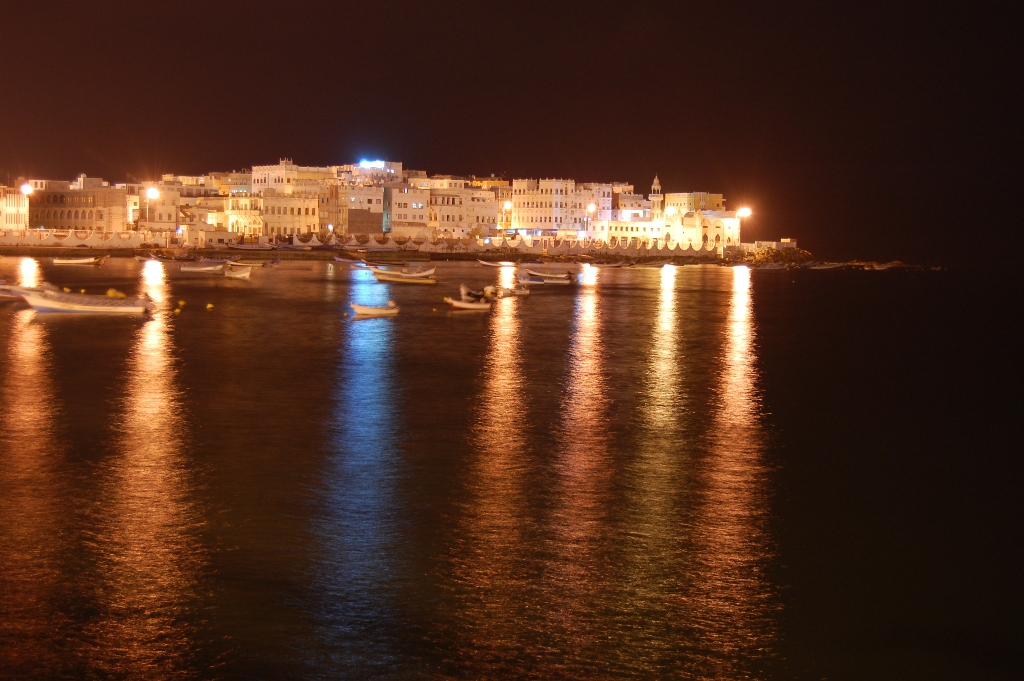
منظر ليلي للمكلا
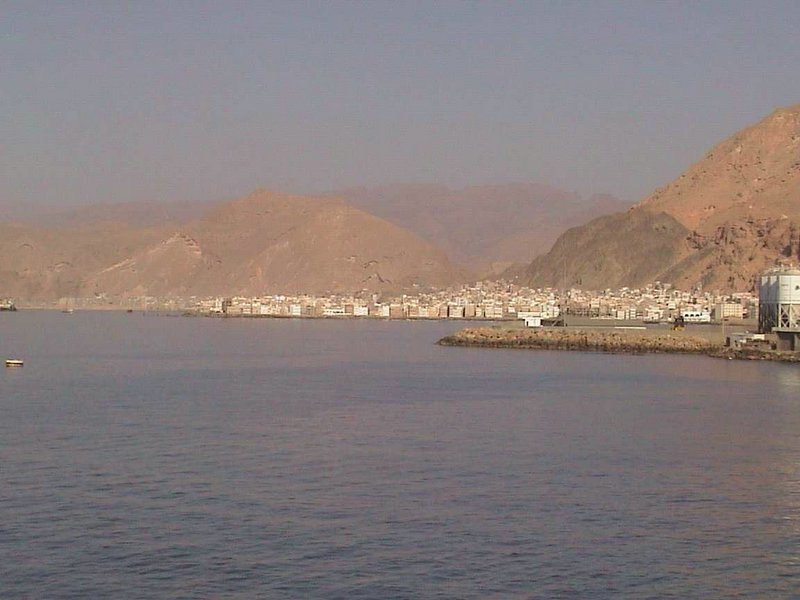
منظر المكلا من المحيط الهندي
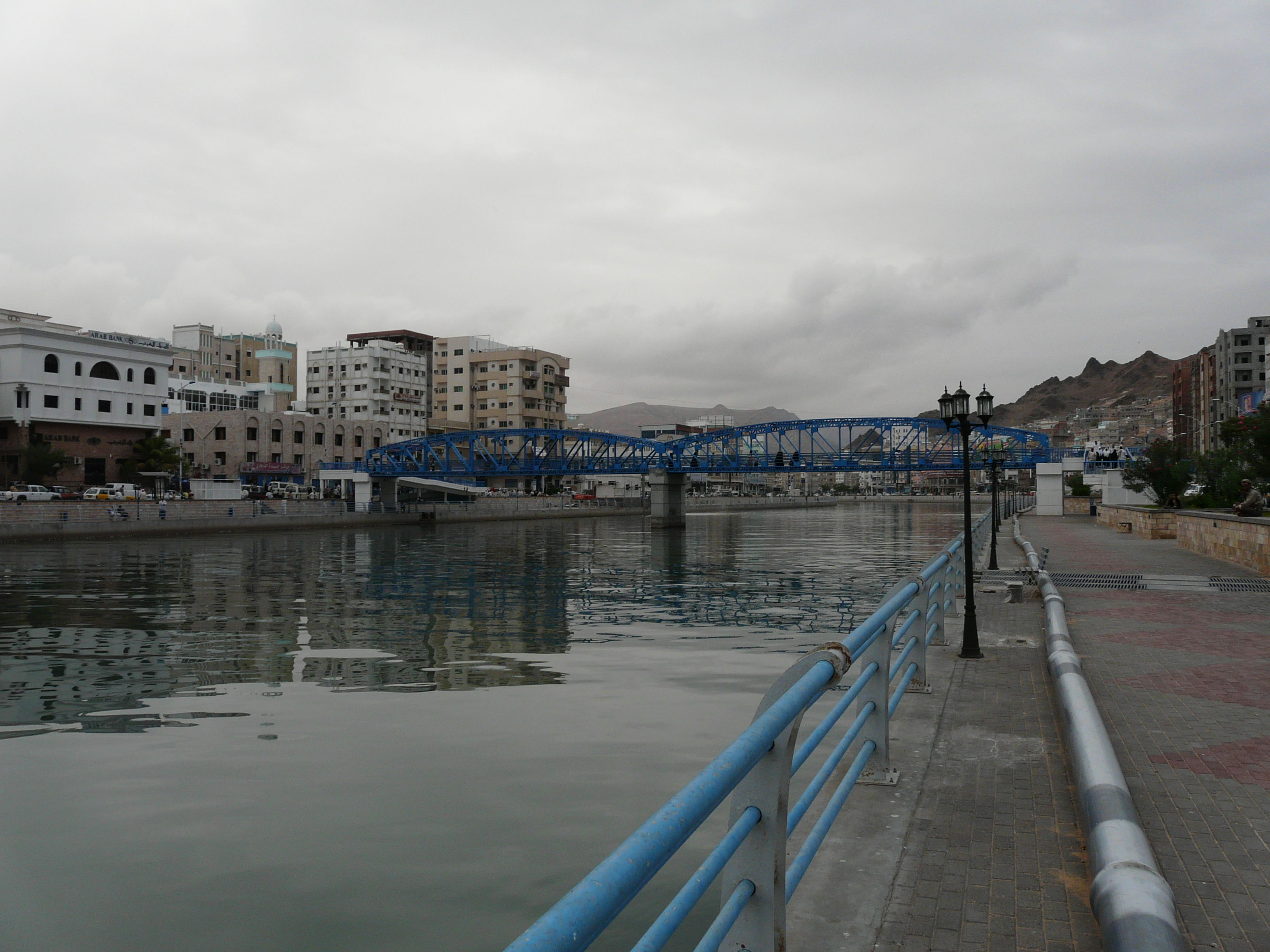
خور المكلا
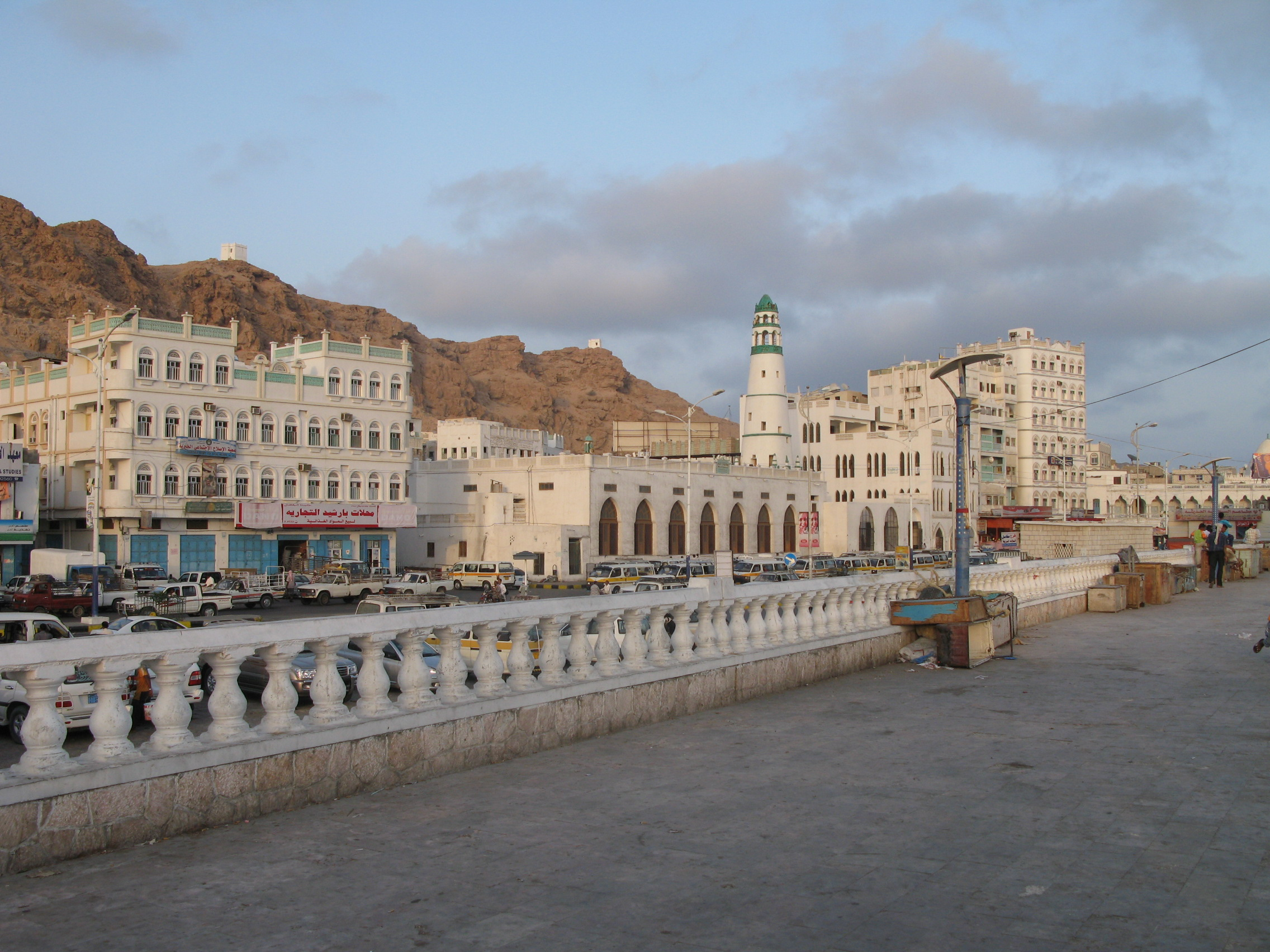
المكلا القديمة
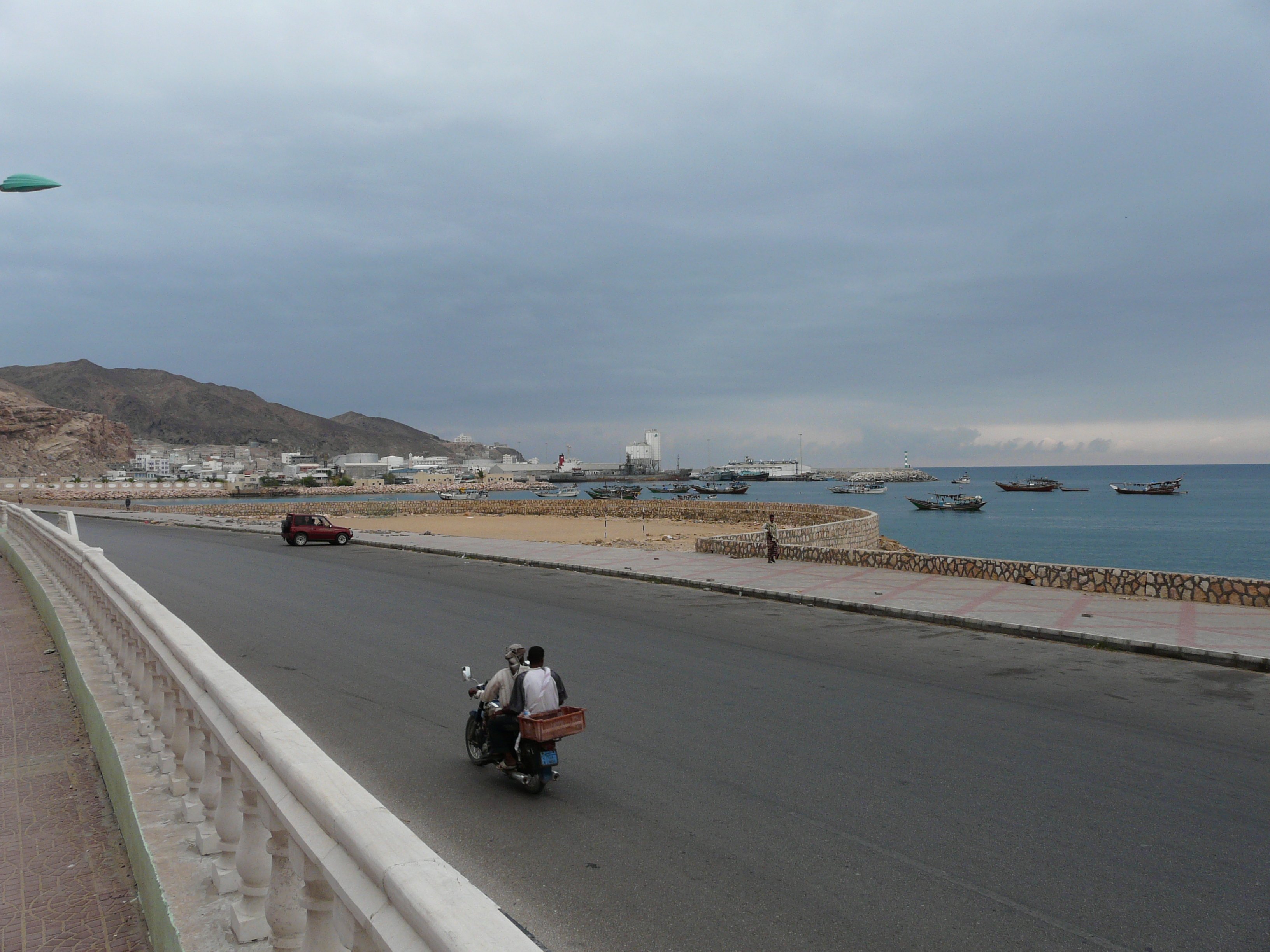
بحر العرب
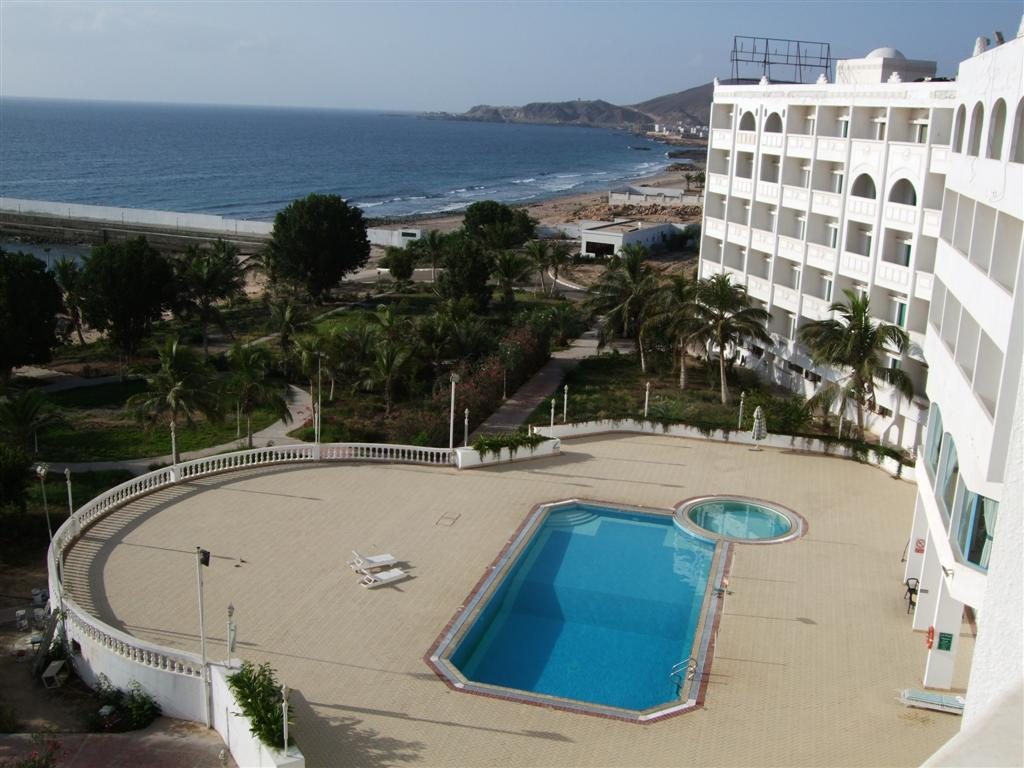
فندق رمادا المكلا
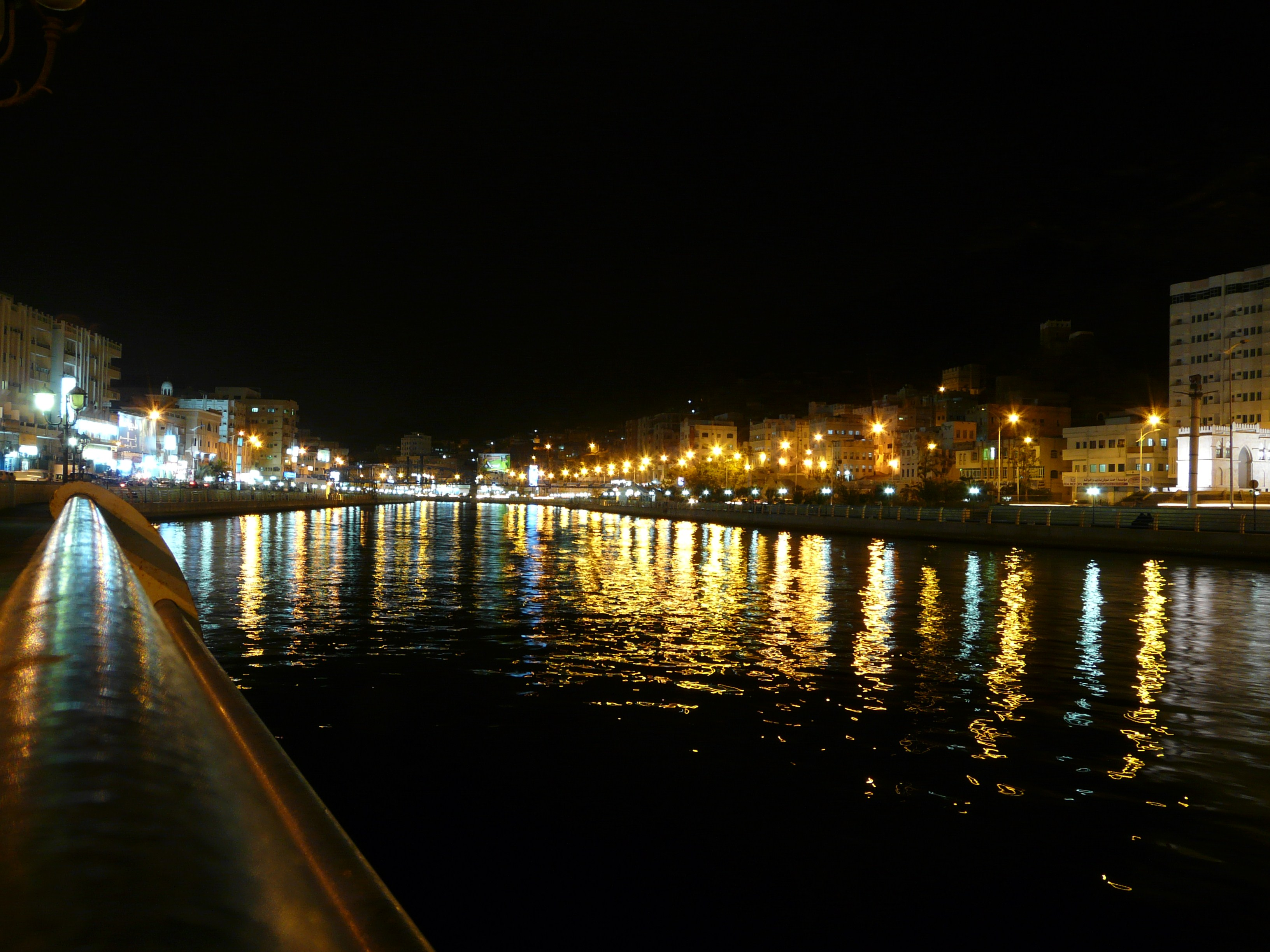
الحياة ليلا في المكلا
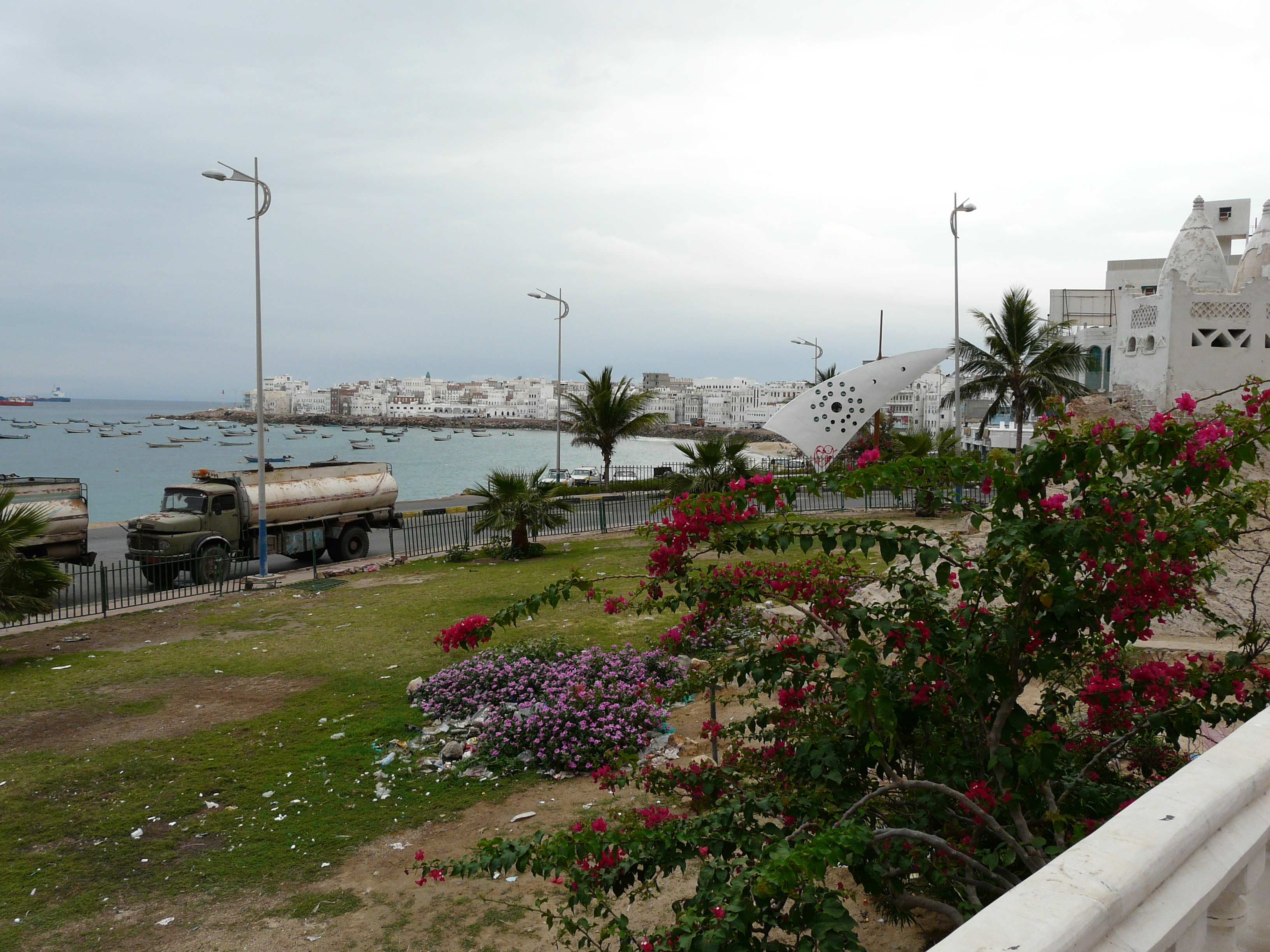
منظر عام للمدينة
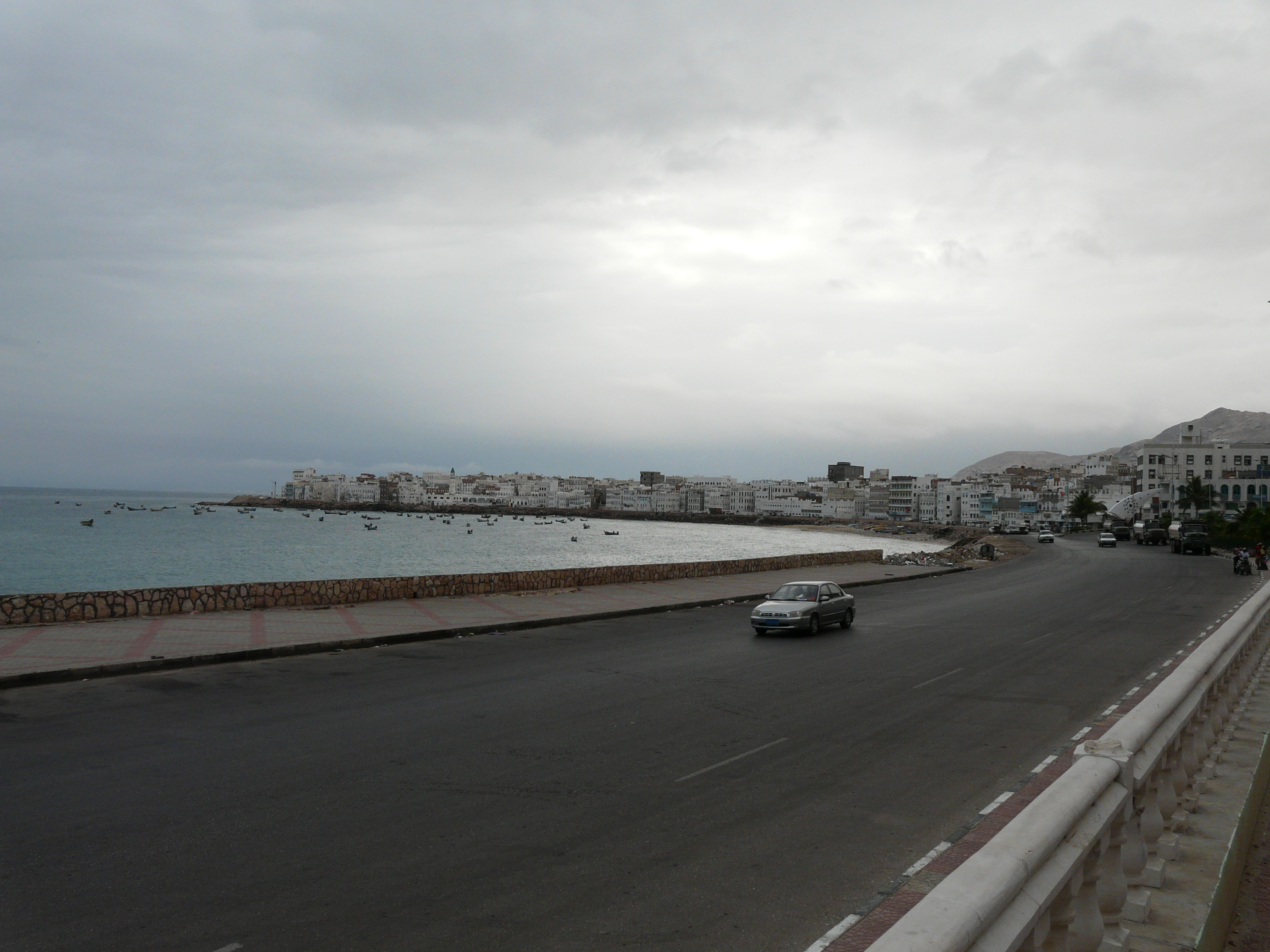
طريق الستين